# 李朝信 (1901年)
李朝信（1901年—1952年3月15日），字君實，四川省廣安縣人，川軍將領，曾任第1屆中華民國立法委員。

## 生平
四川陸軍講武堂畢業。
中央訓練團將官班第二期受訓。
民國十九年（1930年），任川軍二十軍軍長楊森部第二混成旅旅長，進駐營山縣。
民國廿一年（1932年）10月，楊森部再次擴編3個師8個旅。為旅長。
民國廿二年（1933年）4月，加入中國國民黨（黨證：軍唐蜀00015）
民國廿三年（1934年），楊森在四川勢力遭劉湘壓制，蔣介石任命劉湘為四川主席統一川康軍政。楊森乃將所部改編為3個師。李朝信為第134師第4旅旅長，副師長。駐地貴州安順。
民國廿五年（1936年）2月27日，授陸軍少將。曾獲四等雲麾勳章。
參加八一三淞滬之役，部隊被打光後，回家作寓公，賦閑在廣安。
中國國民黨廣安縣黨部監察委員。
民國卅四年（1945年）10月14日 , 廣安縣撤銷臨時參議會,成立廣安縣參議會,李朝信被選為參議長。
民國卅七年（1948年），任廣安縣袍哥組織廣安協合總社副會長。
民國37年，當選立法委員，曾出席第一屆立法院第一會期內政及地方自治委員會、國防委員會、預算委員會。
1952年3月15日，被公審槍決。